# Knappschaftskrankenhaus Bochum-Langendreer
Das Knappschaft Kliniken Universitätsklinikum Bochum ist ein Krankenhaus der Maximalversorgung in Langendreer.

## Geschichte

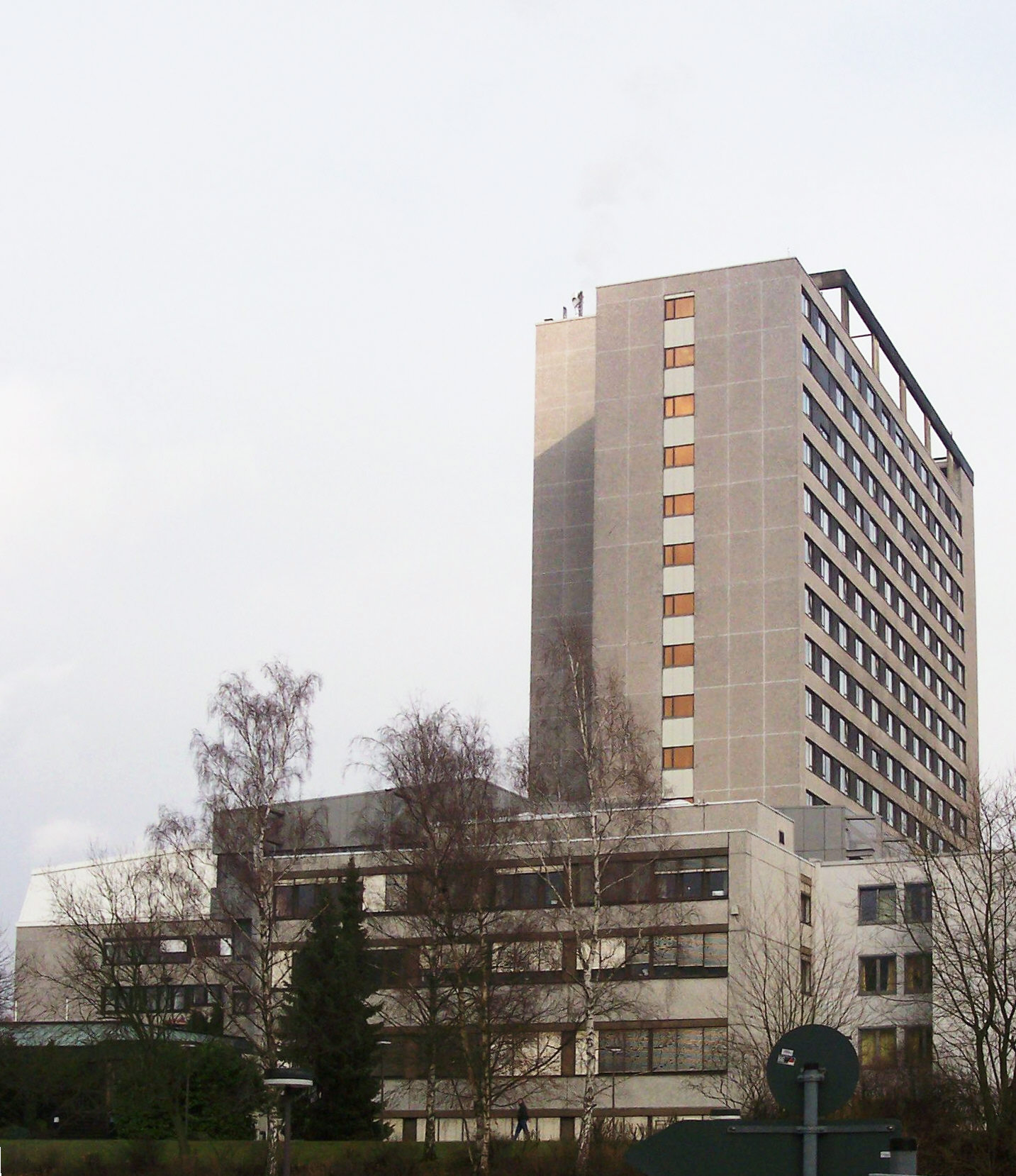
Knappschaftskrankenhaus Bochum-Langendreer

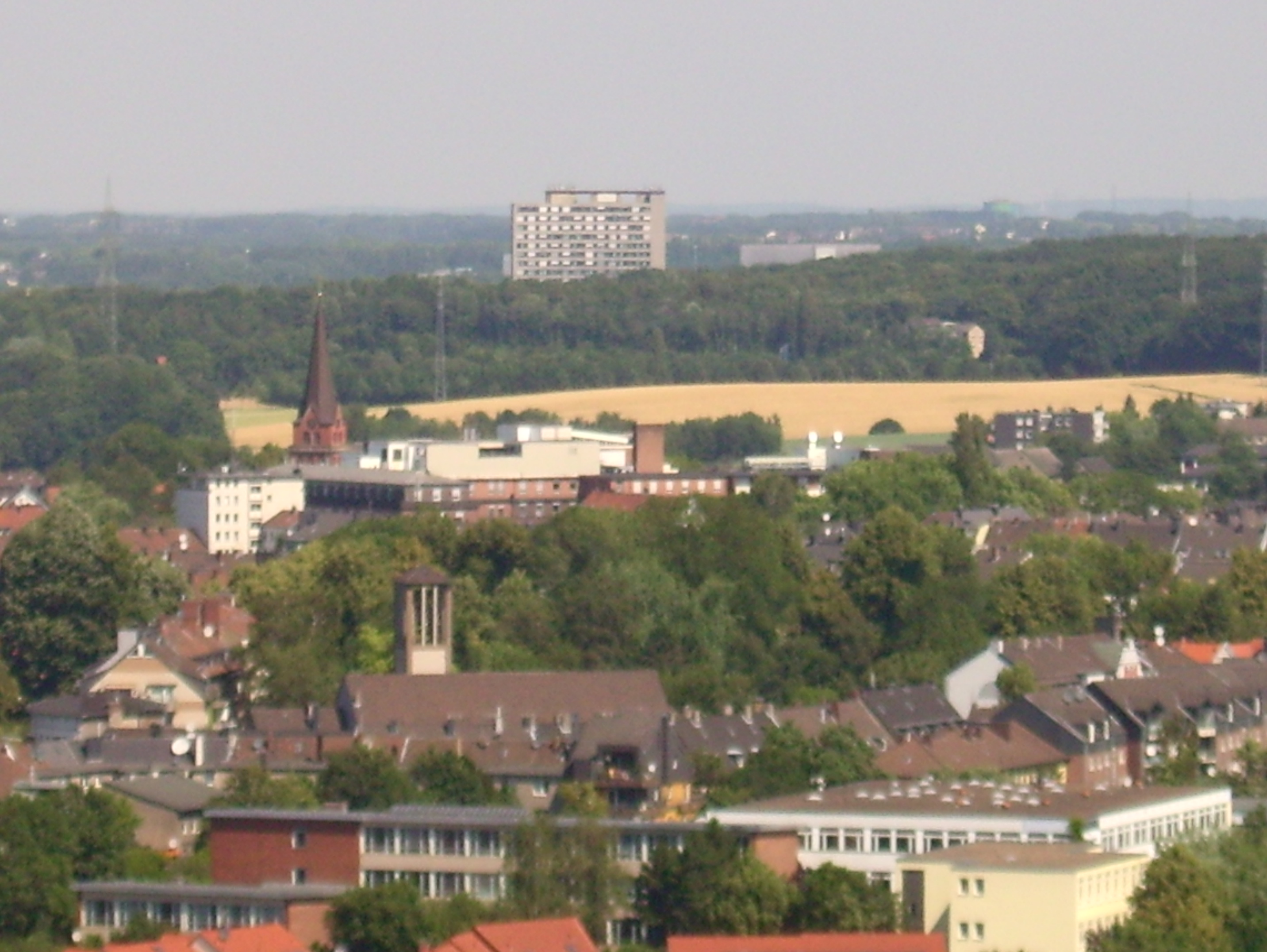
Knappschaftskrankenhaus vom Helenenturm in Witten

Das Krankenhaus wurde im Jahre 1909 als Krankenhaus der Gemeinde Langendreer eröffnet. Am 1. Februar 1918 wurde aus finanziellen Gründen seitens der Gemeinde Langendreer der Allgemeine Knappschaftsverein zu Bochum der Träger der Klinik, und fortan wurde das Krankenhaus einer Zählung entsprechend bis in die jüngste Vergangenheit auch KK3 genannt. Mittelbare Rechtsnachfolgerin des Knappschaftsvereins ist unter dem Namen Knappschaft die heutige Deutsche Rentenversicherung Knappschaft-Bahn-See.
Das Krankenhaus hatte 1909 150, 1931 bereits 400 und 1970 540 Betten. Im Jahre 1972 wurde der letzte Bauteil des alten Krankenhauses zum ersten Bauteil des neuen Krankenhauses erklärt; die anderen bettenführenden Gebäude wurden durch einen Hochbau ersetzt, die Gesamtbettenzahl von 558 Betten änderte sich nur geringfügig. Besonders auffällig ist das Dach des Hochbaus, welches einen unvollendeten Eindruck macht. Es hat den Anschein, als ob der Bau einer weiteren Etage unvermittelt abgebrochen wurde.
Seit 1977 ist das Knappschaftskrankenhaus Bochum-Langendreer eine (nichtlandeseigene) Universitätsklinik der Ruhr-Universität Bochum im Rahmen des Bochumer Modells, seit 2008 gehört es zum Universitätsklinikum der Ruhr-Universität Bochum. Im Rahmen der 2025 von der Knappschaft Kliniken GmbH gestarteten Dachmarkenstrategie wurde der Name der Klinik in Knappschaft Kliniken Universitätsklinikum Bochum geändert.

## Struktur
Die heutige Universitätsklinikum Knappschaftskrankenhaus Bochum GmbH verfügt über 479 Planbetten und neun Fachabteilungen: Klinik für Anästhesiologie, Intensivmedizin und Schmerztherapie, Augenklinik, Chirurgische Klinik, Klinik für Unfallchirurgie und Orthopädie, Medizinische Klinik (Gastroenterologie, Hämatologie/Onkologie, Innere, Kardiologie), Klinik für Mund-, Kiefer- und Plastische Gesichtschirurgie, Neurochirurgische Klinik, Neurologische Klinik, Institut für Diagnostische und Interventionelle Radiologie, Neuroradiologie und Nuklearmedizin.
An der Klinik ist die Ruhr-Epileptologie, das universitäre Epilepsie-Referenzzentrum für das Ruhrgebiet und angrenzende Regionen, angesiedelt.
Das Universitätsklinikum versorgt jährlich 22.000 Patienten stationär und weitere 50.000 Patienten ambulant.